# Red Heat
Red Heat (Danko: Calor Rojo en España y Al Rojo Vivo o Infierno Rojo en Hispanoamérica) es una película de acción estadounidense estrenada en 1988, protagonizada por Arnold Schwarzenegger y James Belushi, dirigida por Walter Hill y escrita por el mismo Hill junto con Harry Kleiner y Troy Kennedy Martin.
La película, ambientada en la Guerra Fría, narra la historia de un detective de narcóticos ruso que hace equipo con un detective estadounidense para atrapar a un astuto y mortífero jefe de la droga georgiano.

## Argumento
En la Unión Soviética durante la perestroika. El tráfico de drogas allí ha comenzado a aparecer a gran escala. Ivan Danko, un capitán de la milítsiya soviética, coloca una trampa a Viktor Rostavili, un gran jefe de la droga georgiano. La emboscada para lograr su captura falla y Viktor escapa de la Unión Soviética a los Estados Unidos, tras acabar con varios policías moscovitas incluyendo al compañero de Danko, para extender sus negocios y el crimen en ese país.
Una vez en Estados Unidos, Viktor es detenido por una infracción de tráfico y su detención es comunicada a Moscú por tener un pedido de captura internacional. Danko es enviado por ello a Chicago para realizar la extradición de Viktor y llevarlo de regreso a Rusia. Allí se le asigna a Art Ridzik, un fanfarrón detective-sargento del Departamento de policía de Chicago, como guardaespaldas y guía de Danko para finalizar la captura de Viktor. De camino al aeropuerto, Danko es atacado por un clan de vendedores de droga afroamericanos locales, que son aliados de Viktor y en el subsiguiente tiroteo el compañero del detective Ridzik muere y Viktor es liberado para ocultarse en el país.
Encargados de atrapar a Viktor, Danko y el detective Ridzik trabajan juntos, persiguen a Viktor y a sus secuaces de la pandilla de vendedores de drogas por todo Chicago. Finalmente, Danko persigue a  Viktor, en la calle requisan unos autobuses y se enzarzan en una persecución hasta que Viktor tiene un accidente contra un tren, tras lo cual comienza un tiroteo entre ellos. Danko, que lleva un S&W Modelo 29 .44 Magnum que le había dado el detective Ridzik, se enfrenta a Viktor con el arma con la que mató a su compañero en Moscú. Finalmente Viktor es abatido por Danko, concluyendo este que "le gusta más el modelo soviético", en referencia al revólver que le fue requisado. Danko vuelve a Moscú después de haber intercambiado el reloj de pulsera con el detective Ridzik en señal de amistad.

## Reparto
- Arnold Schwarzenegger - Capitán Ivan Danko
- James Belushi - Sargento Detective Art Ridzik
- Peter Boyle - Comandante Lou Donnelly
- Ed O'Ross - Viktor 'Rosta' Rostavili
- Laurence Fishburne - Tte. Charlie Stobbs
- Gina Gershon - Catherine 'Cat' Manzetti
- Richard Bright - Sargento Detective Gallagher
- J.W. Smith - Salim
- Brent Jennings - Abdul Elijah
- Gretchen Palmer - Prostituta

## Producción
La compañía Carolco Pictures produjo la película junto a Lone Wolf Films y Oak Pictures La distribución fue a cargo de TriStar Pictures en Estados Unidos, Columbia Pictures en Estados Unidos, Reino Unido y España, Lucernafilm en Checoslovaquia, Roadshow Entertainment en Australia, Senator Film en la República Democrática Alemana, Svensk Filmindustri en Suecia y Toho-Towa en Japón.
La película fue calificada R en Estados Unidos y no recomendada a menores de trece años en España.
Productor ejecutivo Mario Kassar,
La elección del director se decidió gracias al éxito que había obtenido Walter Hill reinventando el género buddy film con la película Límite: 48 horas interpretada por Nick Nolte y Eddie Murphy.
La película está dedicada al coordinador de dobles Bennie Dobbins, que murió de un infarto agudo de miocardio durante el rodaje.

### Curiosidad
Arnold Schwarzenegger cobró diez millones de dólares por interpretar a Ivan Danko. También se sometió a una dieta estricta y rebajó su masa muscular, perdiendo hasta cinco kilos, según él, con el propósito de tener más aspecto de ruso.

### Localizaciones
Fue la primera película americana que obtuvo permiso para filmar en la Plaza Roja de Moscú. El resto del rodaje de exteriores fue en Budapest, Joliet (Illinois) y la escena de la pelea en la nieve fue en Schladming (Austria).

### Música
La banda sonora estuvo compuesta por James Horner, quien acababa de componer la de Aliens  y Willow con gran éxito. Filmtracks dijo de la banda sonora que era muy inferior al resto de las del autor, criticando sobre todo el uso de una cantata de Serguéi Prokófiev creada con motivo del vigésimo aniversario de la Revolución de Octubre y el uso de música sintética.

## Fechas de lanzamiento
| País                                                                          | Fecha de estreno                  |
| ----------------------------------------------------------------------------- | --------------------------------- |
| Alemania                                                                      | Jueves 29 de septiembre de 1988   |
| Argentina                                                                     | Jueves 29 de septiembre de 1988   |
| Australia                                                                     | Jueves 20 de octubre de 1988      |
| Austria                                                                       | Viernes 30 de septiembre de 1988  |
| Bélgica                                                                       | Miércoles 17 de agosto de 1988    |
| Belice · Costa Rica · El Salvador · Guatemala · Honduras · Nicaragua · Panamá | Jueves 27 de octubre de 1988      |
| Bolivia                                                                       | Domingo 25 de diciembre de 1988   |
| Brasil                                                                        | Jueves 6 de octubre de 1988       |
| Chile                                                                         | Viernes 16 de septiembre de 1988  |
| Colombia                                                                      | Jueves 16 de marzo de 1989        |
| Corea del Sur                                                                 | Sábado 28 de enero de 1989        |
| Dinamarca                                                                     | Viernes 2 de diciembre de 1988    |
| Ecuador                                                                       | Miércoles 14 de diciembre de 1988 |
| Egipto                                                                        | Lunes 26 de junio de 1989         |
| España                                                                        | Jueves 6 de octubre de 1988       |
| Estados Unidos · Canadá                                                       | Viernes 17 de junio de 1988       |
| Filipinas                                                                     | Miércoles 3 de agosto de 1988     |
| Finlandia                                                                     | Viernes 9 de septiembre de 1988   |
| Francia                                                                       | Miércoles 6 de julio de 1988      |

| País                 | Fecha de estreno                 |
| -------------------- | -------------------------------- |
| Grecia               | Viernes 16 de diciembre de 1988  |
| Hong Kong            | Jueves 22 de septiembre de 1988  |
| India                | Viernes 8 de febrero de 1991     |
| Israel               | Viernes 12 de agosto de 1988     |
| Italia               | Viernes 28 de octubre de 1988    |
| Jamaica              | Miércoles 9 de noviembre de 1988 |
| Japón                | Sábado 17 de septiembre de 1988  |
| Líbano               | Viernes 7 de octubre de 1988     |
| Malasia              | Jueves 8 de septiembre de 1988   |
| México               | Viernes 21 de octubre de 1988    |
| Noruega              | Jueves 29 de septiembre de 1988  |
| Nueva Zelanda        | Viernes 4 de noviembre de 1988   |
| Países Bajos         | Jueves 13 de octubre de 1988     |
| Perú                 | Jueves 7 de septiembre de 1989   |
| Portugal             | Viernes 21 de octubre de 1988    |
| Reino Unido Irlanda  | Viernes 13 de enero de 1989      |
| República Dominicana | Jueves 3 de noviembre de 1988    |
| Singapur             | Miércoles 25 de enero de 1989    |
| Sudáfrica            | Viernes 30 de septiembre de 1988 |
| Suecia               | Viernes 23 de diciembre de 1988  |
| Suiza                | Viernes 30 de septiembre de 1988 |
| Tailandia            | Sábado 30 de julio de 1988       |
| Taiwán               | Sábado 28 de abril de 1990       |
| Uruguay              | Jueves 13 de octubre de 1988     |
| Venezuela            | Miércoles 19 de octubre de 1988  |

## Recepción
Red Heat recaudó 34 994 648 de dólares en EE. UU.
La reacción inicial de la crítica fue negativa, el Washington Post dijo que no existía comicidad y que la película estaba realizada como en una cadena de montaje. El The New York Times la describe como una película que no destaca en nada aunque las escenas de acción están bien rodadas. La revista Fotogramas no la destaca especialmente puntuándola con dos estrellas de cinco. Otros periódicos como el Chicago Sun-Times o la revista Variety destacaron las interpretaciones cómicas de los actores protagonistas. La revista Time también destacó a cada uno de los protagonistas, cada uno de ellos en su especialidad.
El Usa Today dijo que la película era poco entusiasta y sin sorpresas. Boston Globe destacó sobre todo la interpretación de Schwarzenegger. Los Angeles Times decía que la acción acaparaba toda la atención de la película. The Globe and Mail de Toronto dijo que sería una película muy comercial.
La puntuación en Rotten Tomatoes es 67%.

## Adaptaciones
Special FX Software Ltd. realizó la adaptación a videojuego de plataformas que fue publicada por Ocean Software Ltd. en Estados Unidos y Reino Unido y por IBSA y posteriormente Erbe Software en España para los ordenadores Commodore 64, Sinclair ZX Spectrum, Amstrad CPC, Commodore Amiga y Atari ST.
El protagonista del juego es Ivan Danko que debe enfrentarse a un clan de narcotraficantes. El juego se veía en pantalla ancha y solo mostraba a los personajes de la cintura hacia arriba.